# Pharsalia dunni
Pharsalia dunni là một loài bọ cánh cứng trong họ Cerambycidae.